# .az
.az je internetová národní doména nejvyššího řádu pro Ázerbájdžán.
Existují zaregistrované domény 2.úrovně, např.: .com.az, .net.az, .int.az, .gov.az, .org.az, .edu.az, .info.az, .pp.az, .mil.az, .name.az a .biz.az.